# In Paradisum (Plattenlabel)
In Paradisum ist ein Pariser Independent-Label, das 2011 von Guillaume Heuguet und Paul Régimbeau gegründet wurde.
Gegenwärtig enthält der Katalog mehr als zwanzig Platten aus verschiedenen Genres (Techno, experimentelle Musik, Noise, Ambient, Drone, Electronica).

## Geschichte
Ursprünglich organisierte das Label Techno-Partys und veröffentlichte Maxis. Allmählich nahm es durch diverse Alben vielschichtige elektronische Richtungen an, die man schwerlich kategorisieren kann. In letzter Zeit hat In Paradisum die IPX-Serie (um die Live-Inspiration in der Studio-Produktion) und die „Spero Lucem“-Konzerte (inspiriert von den spirituellen Konzerten des 16. Jahrhunderts) gegründet.

## Diskografie

### Alben
- 2013: Somaticae – Catharsis
- 2014: Extreme Precautions – I
- 2014: Insiden – Above Us
- 2014: Mondkopf – Hadès
- 2015: Run Dust – Supermarché
- 2015: Low Jack – Sewing Machine
- 2015: Run Dust – Serf Rash
- 2016: Qoso – Printemps-Eté
- 2016: Mondkopf – The Last Tales

### Singles/Maxis
- 2012: Mondkopf – Ease Your Pain Remixes
- 2012: Ricardo Tobar – Esoteric/Carnaval
- 2012: Somaticae – Dressed Like A Bubblegum
- 2012: Mondkopf – Ease Your Pain
- 2013: Low Jack – Flashes
- 2013: Somaticae – Pointless
- 2013: Qoso – Monica
- 2013: Insiden & Saåad – Split
- 2013: Low Jack & Qoso – Like It Soft
- 2014: Somaticae – Pacurgis
- 2014: Qoso – Jura
- 2015: Sleaze Art – IPX03 – Infra-blast
- 2015: Mätisse – IPX02 – Kairos
- 2015: Somaticae – IPX01 – Electricité
- 2015: Roger West – Wasted House
- 2016: Roger West – En Asie
- 2016: December Kaumwald – Half Cuts 1